# أعراض خارج السبيل الهرمي
الأعراض خارج السبيل الهرمي هي الأعراض التي ترتبط نموذجيًا بالنظام خارج السبيل الهرمي للقشرة المخية في الدماغ. عندما تكون هذه الأعراض ناجمة عن الأدوية أو العقاقير الأخرى، تُعرف أيضًا بالآثار الجانبية خارج السبيل الهرمي. يمكن أن تكون الأعراض حادة (قصيرة الأمد) أو مزمنة (طويلة الأمد). تشمل هذه الأعراض اضطرابات الحركة مثل خلل التوتر (تشنجات وانقباضات عضلية مستمرة)، والتململ (قد يظهر على شكل تململ حركي)، أعراض باركنسونية مثل التقبض، وبطء الحركة، والرعشة، وخلل الحركة المتأخر (حركات غير منتظمة ومتشنجة). تُعد الأعراض خارج السبيل الهرمي سببًا وراء انسحاب المتطوعين من التجارب السريرية لمضادات الذهان. من بين 213 (14.6%) من الأشخاص الذين انسحبوا من إحدى كبرى التجارب السريرية لمضادات الذهان، تجربة كاتي (التجارب السريرية لمضادات الذهان من حيث فاعلية التدخل)، والتي شملت 1460 متطوع عشوائي)، كان سبب انسحاب 58 (27.2%) فرد منهم هو الأعراض خارج السبيل الهرمي.

## الأسباب

### محرضة بالأدوية
تحدث الأعراض خارج السبيل الهرمي بشكل شائع مع المضادات النمطية للذهان التي تحصر مستقبلات الدوبامين دي2. أشيع مضادات الذهان المرتبطة بالأعراض خارج السبيل الهرمي هي هالوبيريدول وفلوفينازين. للمضادات غير النمطية للذهان إلفة منخفضة تجاه مستقبلات دي2 أو إلفة عالية لمستقبلات السيروتونين 5-إتش تي 2 إيه، ما يؤدي إلى انخفاض معدل حدوث الأعراض خارج السبيل الهرمي.
قد تسبب الأدوية الأخرى المضادة للدوبامين، مثل ميتوكلوبراميد المضاد للإقياء، أيضًا آثار جانبية خارج السبيل الهرمي. أدى الاستخدام قصير وطويل الأمد لمضادات الاكتئاب مثل مثبطات استرداد السيروتونين الانتقائية ومثبطات استرداد السيروتونين-نورإبنفرين ومثبطات استرداد نورإبنفرين-دوبامين أيضًا إلى ظهور الأعراض خارج السبيل الهرمي. على وجه التحديد، أُثبت ارتباط دولوكسيتين وسيرترالين وإسيتالوبرام وفلوكسيتين وبوبروبيون بظهور الأعراض خارج السبيل الهرمي.

### غير محرضة بالأدوية
قد تشمل الأسباب الأخرى للأعراض خارج السبيل الهرمي تلف الدماغ والتهاب السحايا. مع ذلك، يشير مصطلح «الأعراض خارج السبيل الهرمي» بشكل عام إلى الأعراض المحرضة بالأدوية في مجال الطب النفسي.

## العلاج
تُستخدم أدوية لمعاكسة الآثار الجانبية خارج السبيل الهرمي التي تسببها مضادات الذهان أو الأدوية الأخرى، عن طريق تثبيط النقل العصبي الدوباميني بشكل مباشر أو غير مباشر. يختلف العلاج باختلاف نوع الأعراض خارج السبيل الهرمي، ولكنه قد يشمل مضادات الكولين مثل بروسيكليدين، وبنزاتروبين، وديفينهيدرامين، وثلاثي الهيكسيفينيديل، و(نادرًا) ناهضات الدوبامين مثل براميبيكسول.
إذا حرضت إحدى مضادات الذهان الأعراض خارج السبيل الهرمي، يمكن معاكسة هذه الأعراض عن طريق تقليل جرعة مضادات الذهان أو عن طريق الانتقال من المضادات النمطية للذهان إلى غير النمطية (أو إلى مضاد ذهان مختلف)، مثل أريبيبرازول، أو زيبراسيدون، أو كويتيابين، أو أولانزابين، أو ريسبيريدون، أو كلوزابين. تمتلك هذه الأدوية طريقة عمل إضافية يُعتقد أنها تخفف من تأثيرها على المسار السوداوي المخططي، ما يعني أنها تسبب آثار جانبية خارج السبيل الهرمي بشكل أقل من مضادات الذهان «التقليدية» (كلوربرومازين، هالوبيريدول، إلخ).

### خلل التوتر
تستخدم الأدوية المضادة للكولين لعكس خلل التوتر الحاد. إذا كانت الأعراض شديدة جدًا، يمكن إعطاء مضادات الكولين بطريق الحقن العضلي لمعاكسة خلل التوتر بسرعة.